# Jacob Fortune-Lloyd
Jacob Fortune-Lloyd (Londra, 18 gennaio 1988) è un attore britannico.

## Biografia
Jacob Fortune-Lloyd è nato nel distretto londinese di Hillingdon, figlio del giornalista John Lloyd. Ha studiato letteratura inglese al St. Anne's College dell'Università di Oxford e recitazione alla Guildhall School of Music and Drama, diplomandosi nel 2014.
Immediatamente dopo la fine degli studi ha fatto il suo debutto sulle scene, interpretando Cassio nell'Otello per la Royal Shakespeare Company. Sempre nel 2015 ha recitato ancora con la compagnia ne Il mercante di Venezia, interpretando Bassanio. Nel 2016 ha fatto il suo debutto al Shakespeare's Globe, interpretando in Macduff in Macbeth, mentre nel 2018 ha recitato nel West End nel ruolo di Jack ne L'importanza di chiamarsi Ernesto.
Ha esordito sul piccolo schermo nel 2015, interpretando Francis Weston nella miniserie Wolf Hall. Da allora ha recitato regolarmente in televisione, dove è noto soprattutto per il ruolo di Townes ne La regina degli scacchi e Francesco Salviati ne I Medici. Ha recitato anche in alcuni film, tra cui Mistero a Crooked House e Star Wars - L'ascesa di Skywalker.

## Filmografia

### Cinema
- Mistero a Crooked House (Crooked House), regia di Gilles Paquet-Brenner (2017)
- Star Wars - L'ascesa di Skywalker (Star Wars: The Rise of Skywalker), regia di J. J. Abrams (2019)
- L'ultima lettera d'amore (The Last Letter from Your Lover), regia di Augustine Frizzell (2021)
- Omicidio nel West End (See How They Run), regia di Tom George (2022)
- I tre moschettieri - D'Artagnan (Les trois mousquetaires: D'Artagnan), regia di Martin Bourboulon (2023)
- I tre moschettieri - Milady (Les Trois Mousquetaires: Milady), regia di Martin Bourboulon (2023)

### Televisione
- Wolf Hall, regia di Peter Kosminsky – miniserie TV, 5 puntate (2015)
- The Living and the Dead – serie TV, episodio 1x06 (2016)
- The Collection – serie TV, 3 episodi (2016)
- I Medici – serie TV, 7 episodi (2018)
- Il giovane ispettore Morse (Endeavour) – serie TV, episodio 5x03 (2018)
- Strike Back - serie TV, episodi 8x03-8x04 (2020)
- La regina degli scacchi (The Queen's Gambit), regia di Scott Frank – miniserie TV, 3 puntate (2020)
- L'ispettore Barnaby (Midsomer Murders) – serie TV, episodio 22x02 (2021)
- The Great – serie TV, 6 episodi (2023)
- Ragazze elettriche (The Power) – serie TV, 6 episodi (2023)
- Bodies – serie TV, 8 episodi (2023)

## Teatro
- Otello di William Shakespeare, regia di Iqbal Khan. Royal Shakespeare Theatre di Stratford-upon-Avon (2015)
- Il mercante di Venezia di William Shakespeare, regia di Polly Findlay. Royal Shakespeare Theatre di Stratford-upon-Avon (2015)
- Macbeth di William Shakespeare, regia di Iqbal Khan. Shakespeare's Globe di Londra (2016)
- The Moderate Soprano di David Hare, regia di Jeremy Herrin. Duke of York's Theatre di Londra (2018)
- L'importanza di chiamarsi Ernesto di Oscar Wilde, regia di Michael Fentiman. Vaudeville Theatre di Londra (2018)
- Rock 'n' Roll di Tom Stoppard, regia di Nina Raine. Hampstead Theatre di Londra (2024)

## Doppiatori italiani
Nelle versioni in italiano delle opere in cui ha recitato, Jacob Fortune-Lloyd è stato doppiato da:
- Raffaele Carpentieri in Omicidio nel West End , The Rig
- Maurizio Merluzzo in I tre moschettieri - D'Artagnan,  I tre moschettieri - Milady
- Daniele Giuliani ne La regina degli scacchi
- Riccardo Niseem Onorato in Mistero a Crooked House
- Marco Vivio ne I Medici
- Lorenzo De Angelis in Ragazze elettriche